# Rue de Montenotte
Rue de Montenotte är en gata i Quartier des Ternes i Paris sjuttonde arrondissement. Gatans namn syftar på slaget vid Montenotte år 1796, där general Napoleon Bonapartes trupper besegrade österrikiska trupper. Rue de Montenotte börjar vid Avenue des Ternes 21 och slutar vid Avenue Mac-Mahon 10 och Rue Brey 34.

## Omgivningar
- Saint-Ferdinand-des-Ternes
- Triumfbågen
- Rue de l'Étoile
- Comédie-Wagram
- Place des Ternes
- Avenue de Wagram
- Rue Brey
- Rue Troyon

## Bilder
| - Gatuskylt. - Saint-Ferdinand-des-Ternes. - Triumfbågen. - Place des Ternes, målning av Olga Boznańska från år 1903. |

## Kommunikationer
- Tunnelbana – linje  – Ternes
- Busshållplats Ternes – Mac-Mahon – Paris bussnät

### Webbkällor
- ”Rue de Montenotte”. Mairie de Paris. https://web.archive.org/web/20190905051609/http://www.v2asp.paris.fr/commun/v2asp/v2/nomenclature_voies/Voieactu/6411.nom.htm. Läst 20 november 2023.
- ”Rue de Montenotte (17ème arrondissement)”. Les rues de Paris. https://web.archive.org/web/20160409093309/http://www.parisrues.com/rues17/paris-17-rue-de-montenotte.html. Läst 20 november 2023.